# Nový židovský hřbitov v České Lípě
Nový židovský hřbitov (německy Neuer israelitischer Friedhof in Böhmisch Leipa; hebrejsky בית קברות חדש לאיפה) v České Lípě, otevřený roku 1905, již neexistuje. Postupně byl jak během nacistického, tak zejména komunistického režimu zcela zdevastován a zlikvidován. Na jeho místě jsou pozemky a stavby českolipské základní školy Špičák. 

## Historie a popis
Koncem 19. století středověké hřbitovy rozrůstajícímu se městu nedostačovaly a do jednání o zřízení centrálního hřbitova se zapojila i židovská náboženská obec. Byla si vědoma, že Starý, neoplocený židovský hřbitov nestačí, navíc bylo jeho okolí zastavováno, byla poblíž vybudována železniční trať. Nicméně nebyla přijatelná možnost mít židovské hroby vedle křesťanských, bylo třeba mít nový židovský hřbitov oddělený, samostatný. V nacionálně rozděleném městě se však založení takového hřbitova odsouvalo a spory se přesouvaly dokonce i na instituce v Praze.
V letech 1904 – 1905 byly uspořádány mezi židovskými spolky ve městě sbírky a v sousedství nového centrálního hřbitova byl zakoupen pozemek, židovský hřbitov na něm byl pak se souhlasem vedení města založen. Byla zde založena i obřadní síň, která byla postavena v historizujícím novorománském stylu. V pravém křídle budovy byl byt hrobníka.
Nový hřbitov byl zkolaudován 17. listopadu 1905 a využíván byl zdejší velmi významnou ŽNO do začátku II. světové války. Před jejím začátkem, resp. po záboru Sudet mnoho židovských rodin z města emigrovalo. V roce 1938 byla synagoga vypálena a majetek Židů byl postupně rozkraden a následně rozprodán. V době války byli zbývající Židé deportováni do vyhlazovacích táborů a po válce se jich z předválečného stavu několika set vrátilo pouze několik jedinců; spíše se jednalo o nově přistěhované.
Poslední pohřby se na hřbitově konaly v 60. letech 20. století. V roce 1979 město nechalo hřbitov tzv. "zrušit" (což ovšem odporuje židovskému náboženskému právu, hřbitov tedy i bez náhrobků na povrchu dále z legálního hlediska trvá), zbylé náhrobky byly rozkradeny a odvezeny, posléze prodány, obřadní síň byla zcela zbytečně na počátku 80. letech zbořena a likvidace celého areálu byla dokončena roku 1983. Na části bývalého hřbitova dnes stojí budovy a pozemky základní školy.

## Dnešní stav
Městská radnice v České Lípě nechala na místě zrušeného hřbitova u nové, základní školy Špičák v roce 2004 nákladem 640 tisíc Kč vybudovat památník sedmnácti židovských obětí pochodu z koncentračního tábora Schwarzheide. Památník i přes uzamčení trpí vandalismem.